# Eirk Bog SPA
Eirk Bog SPA este o arie protejată (arie de protecție specială avifaunistică — SPA) din Irlanda întinsă pe o suprafață de 13,23 ha, integral pe uscat.

## Localizare
Centrul sitului Eirk Bog SPA este situat la coordonatele 51°56′44″N 9°39′59″W / 51.9456°N 9.6664°V.

## Înființare
Situl Eirk Bog SPA a fost declarat arie de protecție specială avifaunistică în octombrie 1996 pentru a proteja 1 specie de animale.

## Biodiversitate
Situată în ecoregiunea atlantică, aria protejată nu include niciun habitat protejat.
La baza desemnării sitului se află o specie protejată de  păsări: Anser albifrons flavirostris.